# Yingshang
Yingshang (chiń. upr. 颍上县; chiń. trad. 潁上縣; pinyin Yǐngshàng Xiàn) – powiat we wschodniej części prefektury miejskiej Fuyang w prowincji Anhui w Chińskiej Republice Ludowej. Liczba mieszkańców powiatu, w 2010 roku, wynosiła 1 196 535.